# Godless (serie de televisión)
Godless es una serie de televisión estadounidense creada por Scott Frank para Netflix. Se trata de una miniserie de siete episodios cuya producción comenzó en Santa Fe en septiembre de 2016 y se estrenó globalmente en Netflix el 22 de noviembre de 2017.

## Reparto

### Principal
- Jack O'Connell como Roy Goode, un forajido herido que huye de su antiguo jefe, Griffin. Quedó huérfano a una edad temprana y fue adoptado por Griffin. Finalmente interrumpe un robo y se queda con el botín, rompiendo con su figura paterna de referencia al no poder soportar más su comportamiento.[4]
- Jeff Daniels como Frank Griffin, un amenazador forajido que está aterrorizando el Oeste intentando atrapar a Roy, su compañero, que era como un hijo, pero que se convirtió en su enemigo mortal.[5]
- Michelle Dockery como Alice Fletcher, una mujer que vive con su hijo y la abuela paterna de éste. No se lleva bien con el resto de mujeres de La Belle, ellas piensan que tiene algo siniestro y Alice no puede perdonar que mataran a su marido.[6]
- Scoot McNairy como Bill McNue, el envejecido sheriff de La Belle, agobiado porque está perdiendo la vista lentamente.
- Thomas Brodie-Sangster como Whitey Winn, el ayudante de sheriff de la ciudad, dedicado completamente a los libros y al sheriff y no le teme a nadie.[7]
- Merritt Wever como Mary Agnes McNue, la temeraria viuda del antiguo alcalde de La Belle y hermana del sheriff.
- Jeremy Bobb como A.T. Grigg, el editor de la Santa Fe Daily Review, quién ha estado obsesionado durante años con escribir sobre la banda de Griffin.
- Whitney Able como Anna McNue[8]
- Samantha Soule como Charlotte Temple, una mujer nerviosa que siempre luce su mejor traje de los domingos.

### Recurrente
- Rob Morgan como John Randall.[9]
- Sam Waterston como el marshal John Cook, la ley en Santa Fe quién está a la caza de Griffin.
- Kim Coates como Ed Logan, un hombre de compañía arrogante y abrasivo que llega a La Belle.
- Audrey Moore como Sarah Doyle, una aleatoria mujer en sus treinta muriéndose por la compañía de un hombre.
- Christiane Seidel como Martha, una misteriosa mujer alemana que levanta algunas sospechas.
- Randy Oglesby como Asa Leopold, uno de los pocos hombres La Belle quien regenta la tienda de ultramarinos.
- Justin Welborn como Floyd Wilson, un rastreador hábil en la banda de forajidos de Griffin.
- Christopher Fitzgerald como J.J. Valentine, el bien hablado presidente la compañía minera Quicksilver que intenta quedarse con la mina de La Belle.
- Erik LaRay Harvey como Elias Hobbs.
- Jessica Sula como Louise Hobbs.
- Julian Grey como William McNue.
- Ali Agirnas como Nicholas Gustafson.

## Episodios
| N.º (serie) | N.º (temp.) | Título original Título en España                                | Director    | Guionista   | Fecha de estreno        |
| ----------- | ----------- | --------------------------------------------------------------- | ----------- | ----------- | ----------------------- |
| 1           | 1           | «An incident at Creede» «Un incidente en Creede»                | Scott Frank | Scott Frank | 22 de noviembre de 2017 |
| 2           | 2           | «The ladies of La Belle» «Las damas de La Belle»                | Scott Frank | Scott Frank | 22 de noviembre de 2017 |
| 3           | 3           | «Wisdom of the horse» «La sabiduría del Caballo»                | Scott Frank | Scott Frank | 22 de noviembre de 2017 |
| 4           | 4           | «Fathers & sons» «Padres e hijos»                               | Scott Frank | Scott Frank | 22 de noviembre de 2017 |
| 5           | 5           | «Shot the head off a snake» «Le voló la cabeza a una serpiente» | Scott Frank | Scott Frank | 22 de noviembre de 2017 |
| 6           | 6           | «Dear Roy...» «Querido Roy...»                                  | Scott Frank | Scott Frank | 22 de noviembre de 2017 |
| 7           | 7           | «Homecoming» «Regreso al hogar»                                 | Scott Frank | Scott Frank | 22 de noviembre de 2017 |